# Maison Fabergé

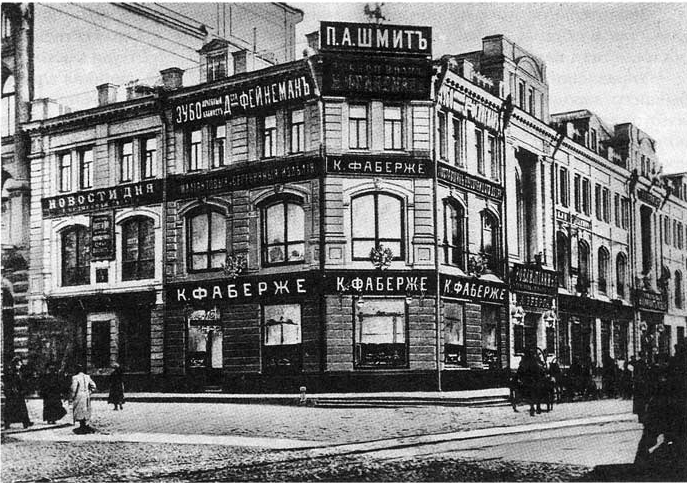
La gioielleria Fabergé (fine Ottocento)

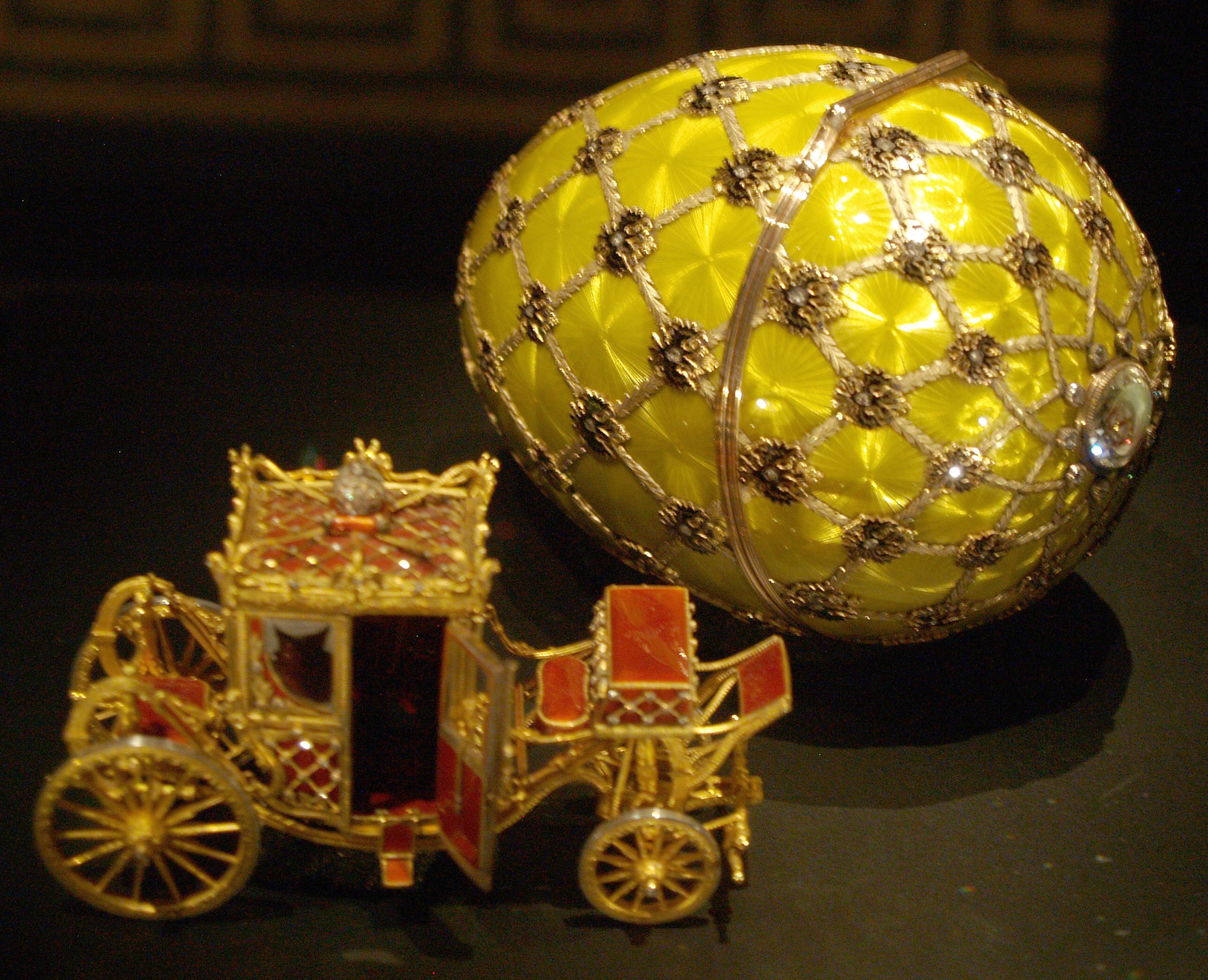
L'Uovo dell'incoronazione, donato da Nicola II, nel 1897, alla zarina Aleksandra Fëdorovna

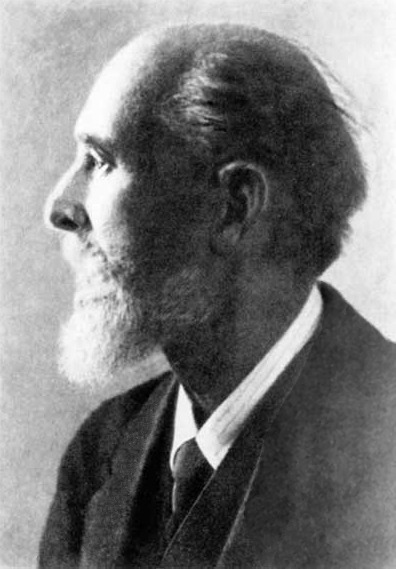
Peter Carl Fabergé (1846-1920)

La Maison Fabergé è una casa di gioielleria russa, fondata nel 1842 a San Pietroburgo da Gustav Fabergé, figlio di Pierre Fabry, che discendeva da una famiglia di ugonotti francesi stabilitasi a Schwedt per evitare le persecuzioni. Successivamente la famiglia si trasferì andando a vivere in Russia, dove nacque Peter Carl Fabergé, ma dopo la rivoluzione di ottobre i figli di Carl si trasferirono a Parigi, dove nel 1924 fondarono la Fabergé & Cie, che operò sotto il marchio Fabergé Paris fino alla chiusura nel 2001. Parallelamente, nel 1937, l'imprenditore Samuel M. Rubin registrò il marchio Fabergé negli Stati Uniti, dando vita a un'azienda di cosmetici, la Fabergé Inc. il cui marchio fu ceduto da Pallinghurst Resources LLP (che l'aveva acquistato dalla Unilever) al produttore di pietre preziose Gemfields nel 2013, con l'intenzione di riprendere la produzione di gioielli.
Negli anni la popolarità del marchio e il fatto che lo stesso Peter Carl facesse ricorso a produttori esterni portò alla diffusione dei cosiddetti Fauxbergé, termine ironico usato per designare le imitazioni di prodotti della casa russa.

## La Maison Fabergé
Nel 1842, Gustav Faberge (senza accento) aprì la propria azienda di gioielleria, sotto il nome Fabergé.
Nel 1872, lo zar Alessandro III commissionò a Peter Carl, figlio di Gustav, di produrre delle uova di Pasqua preziose. La Fabergé produsse le prime cinquanta uova. e continuò a produrne per trent'anni, mentre Peter Carl Fabergé fu nominato gioielliere di corte. All'inizio del Novecento, fu aperta una filiale della Maison Fabergé a Londra, mentre le sedi in Russia aumentarono a quattro, con oltre 500 lavoratori.
Tuttavia, negli anni della rivoluzione d'ottobre, gli appartenenti alla famiglia Fabergé dovettero lasciare la Russia, in seguito all'uccisione dello zar Nicola II, figlio e successore di Alessandro III, e dell'intera famiglia imperiale. Carl Fabergé, figlio di Gustav ed ultimo dirigente dell'azienda di famiglia, morì a Losanna nel 1920 ed è sepolto a Cannes.

## Dopo la rivoluzione
I figli di Carl, Eugène e Alexander, nel 1924 fondarono a Parigi la Fabergé & C., per la produzione di gioielli, oltre che per restaurare degli oggetti appartenuti alla Maison Fabergé. L'azienda usava il marchio Fabergé Paris mentre l'azienda russa era semplicemente Fabergé. La Fabergé & C. operò almeno fino al 1984, quando perse una causa contro la statunitense Fabergé Inc. circa l'uso del marchio.

## Fabergé cosmetici
Negli anni venti, Armand Hammer collezionò diversi pezzi delle collezioni Fabergé durante i suoi viaggi di affari nella Repubblica Socialista Federativa Sovietica Russa. Su suggerimento di Hammer, l'imprenditore Samuel M. Rubin avviò nel 1937 una nuova azienda di cosmetici, che licenziò proprio col nome di Fabergé Inc. I discendenti della famiglia Fabergé non seppero nulla fino alla seconda guerra mondiale.
Dal 1964 al 1984, sotto la direzione di George Barrie, Fabergé ha lanciato numerosi prodotti di cosmetica e profumeria, associando il proprio nome a testimonial particolarmente celebri come Cary Grant, Farrah Fawcett, Roger Moore, Margaux Hemingway (nipote di Ernest Hemingway), Joe Namath e Paul Gascoigne, questi ultimi due associati ai profumi Brut.

## Vendita del nome
L'industria chimica Unilever rilevò la Fabergé Inc. nel 1989 e la rinominò Elida Fabergé, scoprendo che i diritti includevano anche la produzione di gioielli. Fu nello stesso 1989 che la Unilever concesse il marchio su licenza al gioielliere Victor Mayer per la produzione di alcuni manufatti in oro. Col supporto di Geza von Habsburg, rilanciò anche la produzione di Uova Fabergé.
Nel 2001, la Unilever fuse la Elida Fabergé con la Lever Brothers per creare la Lever Fabergé, per produrre cosmetici, profumi e prodotti per la casa.
Nel 2007, il fondo Pallinghurst Resources LLP rilevò dall'Unilever il marchio, le licence e i diritti associati al nome Fabergé e creò una nuova società, la Fabergé ltd, registrata nel 2006 alle Isole Cayman, per la produzione di gioielli.
Nel 2013, la Fabergé ltd fu rilevata dalla Gemfields, alla quale appartiene tuttora, al 2016. L'Unilever conservò tuttavia il marchio di profumi Brut, che è tuttora, al 2016, esistente.